# Condado de Saint Joseph (Indiana)
El condado de Saint Joseph (en inglés: Saint Joseph County) es un condado en el estado estadounidense de Indiana. En el censo de 2000 el condado tenía una población de 265 559 habitantes. Forma parte del área metropolitana de South Bend – Mishawaka. La sede de condado es South Bend. El condado fue fundado en 1830 y fue nombrado en honor al río Saint Joseph.

## Geografía

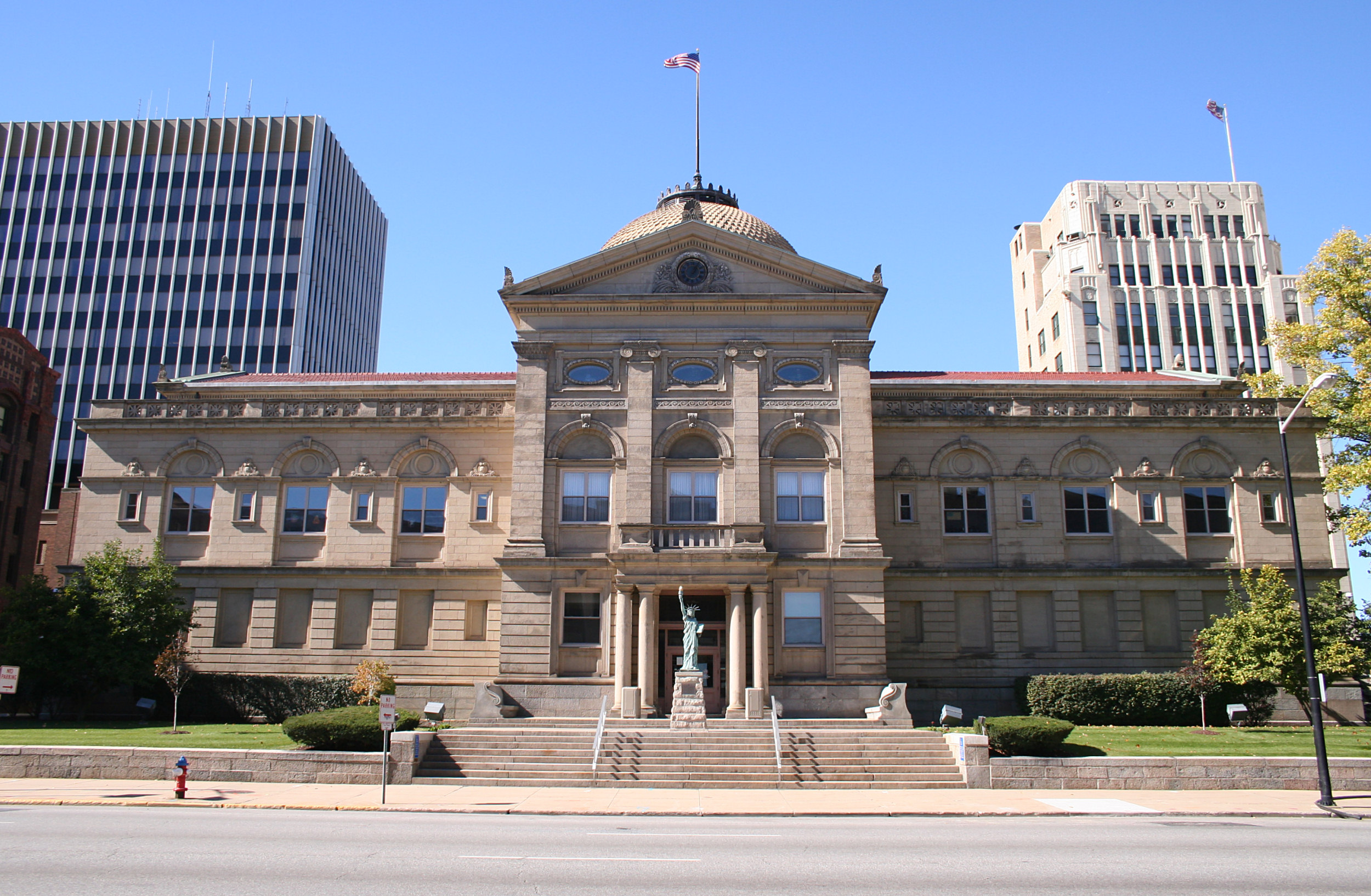
Juzgado del condado de Saint Joseph en South Bend.

Según la Oficina del Censo, el condado tiene un área total de 1194 km² (461 sq mi), de la cual 1185 km² (457 sq mi) es tierra y 9 km² (4 sq mi) (0,79%) es agua.

### Condados adyacentes
- Condado de Berrien, Míchigan (norte)
- Condado de Cass, Míchigan (noreste)
- Condado de Elkhart (este)
- Condado de Marshall (sur)
- Condado de Starke (suroeste)
- Condado de LaPorte (oeste)

## Autopistas importantes
- Interestatal 80
- Interestatal 90
- U.S. Route 6
- U.S. Route 20
- U.S. Route 31
- Carretera Estatal de Indiana 2
- Carretera Estatal de Indiana 4
- Carretera Estatal de Indiana 23
- Carretera Estatal de Indiana 104
- Carretera Estatal de Indiana 331
- Carretera Estatal de Indiana 933

## Demografía
En el  censo de 2000, hubo 265 559 personas, 100 743 hogares y 66 792 familias residiendo en el condado. La densidad poblacional era de 581 personas por milla cuadrada (224/km²). En 2000 había 107 013 unidades habitacionales en una densidad de 234 por milla cuadrada (90/km²). La demografía del condado era de 82,36% blancos, 11,46% afroamericanos, 0,35% amerindios, 1,34% asiáticos, 0,05% isleños del Pacífico, 2,48% de otras razas y 1,97% de dos o más razas. 4,73% de la población era de origen hispano o latino de cualquier raza. 
La renta promedio para un hogar del condado era de $40 420 y el ingreso promedio para una familia era de $49 653. En 2000 los hombres tenían un ingreso medio de $37 076 versus $25 310 para las mujeres. La renta per cápita para el condado era de $19 756 y el 10,40% de la población estaba bajo el umbral de pobreza nacional.

## Ciudades y pueblos
| - Colburn - Crumstown - Indian Village | - Lakeville - Mishawaka - New Carlisle | - North Liberty - Notre Dame - Osceola | - Roseland - South Bend - Walkerton | - Westfield - Wyatt |